# Stazione di Verona Parona
Stazione di Verona Parona egy 2012. november 19-én bezárt vasútállomás Olaszországban, Veneto régióban, Verona településen.

## Vasútvonalak
Az állomást az alábbi vasútvonalak érintik:
- Brenner-vasútvonal

## Kapcsolódó állomások
A vasútállomáshoz az alábbi állomások vannak a legközelebb: 
- Pescantina railway station
- Stazione di Verona Porta Nuova